# مایکل گری (هنرپیشه)
مایکل گری (انگلیسی: Michael Gray؛ زادهٔ ۲ سپتامبر ۱۹۵۱) بازیگر آمریکایی است.
از فیلم‌ها یا برنامه‌های تلویزیونی که وی در آن نقش داشته است، می‌توان به شزم! اشاره کرد.